# 夕凪セシナ
夕凪 セシナ（ゆうなぎ せしな）は、日本のイラストレーター。

## 作品

### ゲーム
- アッチむいて恋
- 月光のアドニス
  - 月光のアドニス PlusDiscEdition FULLMOON
- ひとつ飛ばし恋愛
  - ひとつ飛ばし恋愛V
- HimeのちHoney
- プラマイウォーズ
- めいくるッ! ～Welcome to Happy Maid Life!!～
- 恋愛0キロメートル
  - 恋愛0キロメートル Portable
  - 恋愛0キロメートル V
- Wonder4World[1]
- プラマイウォーズ
  - プラマイウォーズV
- スキとスキとでサンカク恋愛
- かりぐらし恋愛
- 恋愛、借りちゃいました
  - 恋愛、借りちゃいました 椿&ちなつ&こなつ ミニアフターストーリー
  - 恋愛、借りちゃいました 絵未&八純 ミニアフターストーリー
- 恋愛×ロワイアル
  - 恋愛×ロワイアル 乃々香&蓮菜&由奈 ミニアフターストーリー
  - 恋愛×ロワイアル まり&汐音&蒼 ミニアフターストーリー
- フタマタ恋愛
  - フタマタ恋愛 瑠衣＆宮子ミニアフターストーリー
  - フタマタ恋愛 結愛＆煌ミニアフターストーリー
- コイバナ恋愛
  - コイバナ恋愛 ミニファンディスク アフターフェスティバル
- 恋愛、はじめまして

### 書籍
- 恋愛0キロメートルPortable公式アートブック ISBN 978-4-89199-200-2
- 桜ノ杜ぶんこ　恋愛0キロメートル もしものおはなし ISBN 978-4-89199-103-6
- ひとつ飛ばし恋愛 ～りさ地獄変～ ISBN 978-4-89199-301-6